# 卡布加延
卡布加延（英語：Cabucgayan）是菲律賓比利蘭省轄下的一個自治市。卡布加延下轄13個描籠涯。根據菲律賓官方於2020年所做的人口普查數據顯示：卡布加延的總人口數量有21542人。

## 地理
卡布加延位於比利蘭省的東南部，距離凱比蘭市以南約19公里，距離獨魯萬市119公里。根據菲律賓統計局的數據，該市的土地面積為54.19平方公里，佔比利蘭省總面積 536.01平方公里的10.11%。 